# Entralgo
Entralgo (Entrialgo en asturiano y oficialmente) es una parroquia del concejo asturiano de Laviana, España. Está situado en la zona centro-occidental del concejo y limita: al norte con la parroquia de Pola de Laviana, al sur con la de Villoria, al este con la de Llorío y al oeste con el concejo de San Martín del Rey Aurelio. Tiene una extensión de 687 km² y una población de 250 habitantes (INE 2011).

## Pueblos
- Entralgo (Entrialgo en asturiano y oficialmente)[1]: Es la capital, un pueblo de unos 126 habitantes aproximadamente. El pueblo empieza al llegar a la rotonda de la carretera regional AS-117 y comarcal AS-252. Se encuentra a 2 kilómetros de la capital del concejo, Pola de Laviana y a 310 metros de altitud sobre el nivel del mar. En Entrialgo podemos encontrar el Museo Casa natal de Armando Palacio Valdés y la iglesia de San Juan Bautista.
- Canzana: Es el segundo núcleo de población de la parroquia.
- Merujalín[1] (El Meruxalín)
- Peruyal[1] (La Peruyal)
- La Boza
- Mardana
- Los Cuarteles[1]
- La Casa´l Regueru
- La Curuxera
- Les Llanes
- La Segá
- Tambarriegues[1]
- La Chalana: El pueblo de La Chalana pertenece parte a la parroquia de Pola de Laviana y parte a la de Entralgo. Es muy conocido por el Descenso Folclórico del Nalón y el puente.